# Ballus variegatus
Ballus variegatus là một loài nhện trong họ Salticidae.
Loài này thuộc chi Ballus. Ballus variegatus được Eugène Simon miêu tả năm 1876.